# Fabio Rosini
Don Fabio Rosini (Roma, 1º ottobre 1961) è un presbitero, biblista e scrittore italiano.

## Biografia
Don Fabio Rosini prima dell'ordinazione sacerdotale avvenuta nel 1991 nella Basilica di San Giovanni in Laterano, era un violoncellista.   
È noto per aver proposto, a partire dal 1993, alcuni itinerari biblici rivolti ai giovani e condivisi con altri sacerdoti in Italia e all'estero. Le tematiche proposte come "Le Dieci Parole" - percorso conosciuto anche come "I Dieci comandamenti" - e, a seguire, "I Sette Segni del Vangelo di Giovanni", si pongono l'obiettivo di guidare alla fede e a trovare il proprio ruolo nella Chiesa.
Rosini è biblista e collaboratore della Radio Vaticana per la quale ogni settimana commenta il Vangelo della domenica che, fino a dicembre 2020, aveva commentato anche per il settimanale Famiglia cristiana; è, inoltre, docente del corso Bibbia e comunicazione della fede presso la Pontificia Università della Santa Croce .

## Opere
- Solo l'amore crea - Le opere di misericordia spirituale (2016)
- L'arte di ricominciare. I sei giorni della creazione e l'inizio del discernimento (2018)
- L'arte di guarire - L'emorroissa e il sentiero della vita sana (2020)
- San Giuseppe. Accogliere, custodire, nutrire (2021)
- Di Pasqua in Pasqua (2022)
- L'arte della buona battaglia (2023)